# Cousinia winkleriana
Cousinia winkleriana là một loài thực vật có hoa trong họ Cúc. Loài này được Aitch. & Hemsl. mô tả khoa học đầu tiên.